# Остроруг (гмина)
Остроруг (пол. Ostroróg)—гмина (волость) в Польше, входит как административная единица в Шамотульский повет, Великопольское воеводство. Население — 4843 человека (на 2004 год).

## Соседние гмины
1. Гмина Обжицко
2. Гмина Пневы
3. Гмина Шамотулы
4. Гмина Вронки